# Telecamera

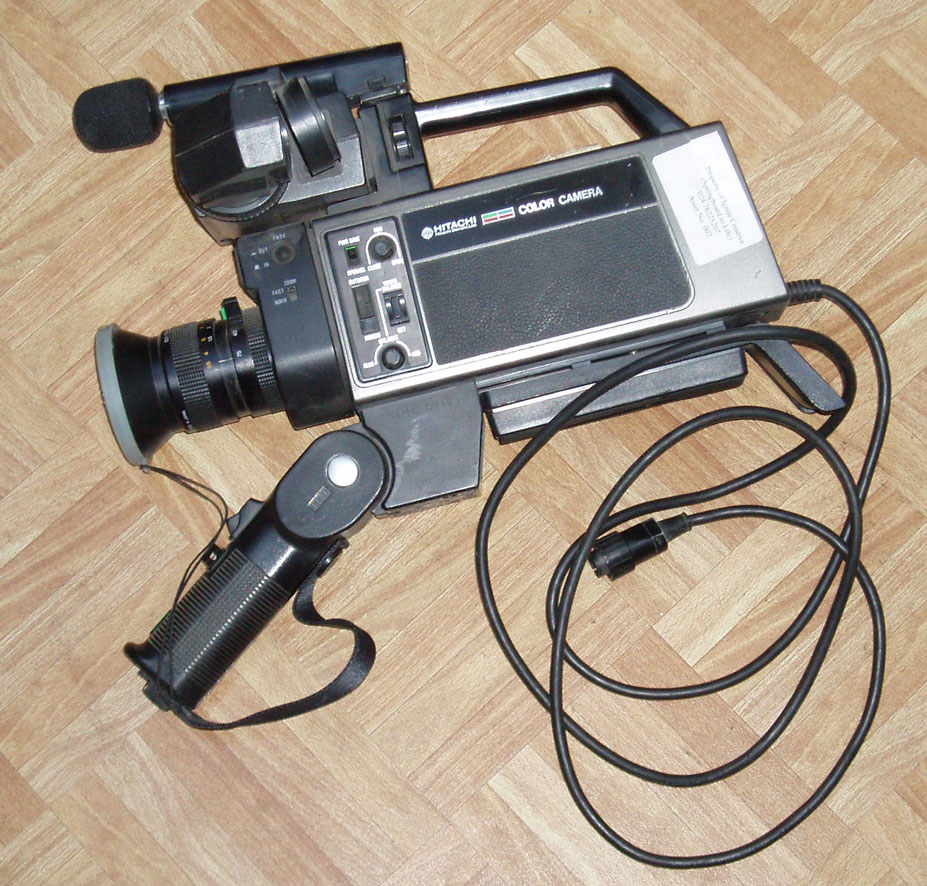
Telecamera portatile Hitachi (senza videoregistratore)

La telecamera è un dispositivo elettronico per l'acquisizione di immagini bidimensionali in sequenza, a velocità di cattura prefissate, solitamente nella gamma visibile dello spettro elettromagnetico.
Le telecamere possono essere in bianco e nero o a colori, con standard di acquisizione e trattamento delle immagini conformi agli standard televisivi dei paesi in cui vengono usate (sistemi NTSC, PAL o SÉCAM) e alle risoluzioni standard digitali.

## Storia
I dispositivi di cattura dell'immagine furono per decenni basati sul tubo catodico: iconoscopio, image orthicon, plumbicon o vidicon.
Sul finire degli anni settanta comparvero sul mercato i primi sensori di immagine allo stato solido CCD, seguiti dai CMOS, che in pochi anni sostituirono completamente il tubo catodico.

## Modelli
Esistono vari tipi di telecamere per i più svariati usi: industriali per il controllo di produzione, per videosorveglianza, per PC (webcam), di qualità broadcast per riprese televisive professionali in studio o all'esterno, per uso naturalistico o scientifico, per uso sportivo, per la cinematografia professionale in sostituzione delle cineprese 35 o 70 mm, per uso amatoriale, ecc.
In alcuni sport (automobilismo, motociclismo) è invalso l'uso di offrire ai telespettatori immagini dal punto di vista del pilota, tramite microcamere installate "a bordo" (on-board).  Tali telecamere possono essere provviste anche di giroscopio di stabilizzazione se il mezzo in questione è una moto o più in generale ha un rollio molto importante.

## Registrazione
L'abbinamento di una telecamera e di un videoregistratore in un unico dispositivo portatile ed autoalimentato ha generato la videocamera (o camcorder), che è diventata a partire dai primi anni ottanta l'apparecchiatura di ripresa mobile universalmente diffusa, sostituendo definitivamente le cineprese portatili basate su pellicola da 8 o 16 millimetri.
Il camcorder, talvolta detto anche "videomovie", viene utilizzato sia per applicazioni professionali che amatoriali; a seconda dell'applicazione, del fabbricante, dell'utenza di destinazione, del modello, ecc.  si utilizzano i più svariati tipi e formati di supporti di memorizzazione (magnetici, ottici o a stato solido), quali, per esempio:
- nastri in cassetta Betacam, VHS, S-VHS, VHS-C, S-VHS-C, Video8, Hi8, MiniDV, DVCam
- dischi ottici DVD-RAM, DVD
- supporti a stato solido come memorie flash.

Sono presenti anche camcorder che registrano in formato compresso (solitamente DivX) su disco rigido. Per le apparecchiature che utilizzano una forma di registrazione digitale viene utilizzato di solito un collegamento Firewire oppure USB 2.0 per il trasferimento dei video su PC.